# REICO
REICO（れいこ）は、堀口和男と田口俊をメンバーとする、日本のデュオグループ。
アルファからデビューし、Invitationに移籍、1980年代初頭にシングル数枚、アルバム2枚を発表するも解散。田口はその後作詞家として活躍。

## シングル
- アルファ
  - ナビゲーターラヴァー／12月の航空便（エアメール）（ALR-769）
  - ジェニファー／ペーパー・セスナ（ALR-776）
- インビテーション（ビクター）
  - 海岸電車／ロールシャハ・ジャングル（H-20）
  - 凪noon／雨のソリスト（H-22）

## アルバム
- REICO（アルファ、ALR-28051、1983年）
  - A-1. Navigator Lover
  - A-2. Paper Cessna
  - A-3. Hello CQ
  - A-4. トラブルTOKYO
  - A-5. 君に
  - B-1. 蒼いアクアリウム
  - B-2. 12月の航空便
  - B-3. Weather Report D.J.
  - B-4. Coaster
  - B-5. Jennifer
  - 作詞・作曲：REICO（堀口 和男＆田口 俊）
  - 編曲：大村憲司、ただし、B-1、B-4のみREICO

- OFF LIMITS（オフ・リミッツ）（インビテーション（ビクター）、VIH-28222、1985年。CDは、VDR-1065）
  - A-1. 凪Noon（作詞・作曲：田口俊）
  - A-2. ロールシャハ・ジャングル（作詞：田口俊、作曲：堀口和男）
  - A-3. 海岸電車（作詞・作曲：田口俊）
  - A-4. 連弾（作詞：田口俊、作曲：堀口和男）
  - A-5. ワイパー・ソング（作詞：田口俊、作曲：堀口和男）
  - B-1. 失われたエンジェル（作詞：田口俊、作曲：堀口和男・田口俊）
  - B-2. ガラスの星座標（作詞・作曲：田口俊）
  - B-3. 金色のAnt Lion（作詞：田口俊、作曲：堀口和男）
  - B-4. 雨のソリスト（作詞・作曲：田口俊）
  - B-5. ある日どこかで（作詞：田口俊、作曲：堀口和男・田口俊）
  - 編曲：全曲REICO